# Kotabaru Reteh
Kotabaru Reteh is een bestuurslaag in het regentschap Indragiri Hilir van de provincie Riau, Indonesië. Kotabaru Reteh telt 5396 inwoners (volkstelling 2010).